# امپریالیسم سبز
امپریالیسم سبز (که با نام‌های اکوامپریالیسم، اکوکلونیالیسم یا امپریالیسم زیست‌محیطی نیز شناخته می‌شود) عنوانی تحقیرآمیز است که به آنچه به‌عنوان یک استراتژی غربی برای تأثیرگذاری بر امور داخلی عموم کشورهای در حال توسعه به نام محیط زیست‌گرایی تلقی می‌شود، اشاره دارد.

## ریشه‌شناسی
برداشت شکاکانه نخبگان جهان سوم از گزارش برانتلند، در سال ۱۹۸۸ توسط هلگه اوله برگسن به‌عنوان امپریالیسم سبز خلاصه شد. در سال ۱۹۹۹، دیپاک لال این اصطلاح را با همین معنی در کتاب خود با عنوان «امپریالیسم سبز: نسخه‌ای برای بدبختی و جنگ در فقیرترین کشورهای جهان» به کار برد. با این وجود، همین اصطلاح به‌طور متفاوتی در کتاب ریچارد گروو در سال ۱۹۹۵ با عنوان «امپریالیسم سبز: گسترش استعماری، بهشت‌های جزیره گرمسیری و ریشه‌های محیط زیست‌گرایی ۱۶۰۰–۱۸۶۰» به کار رفته است. در کتاب گرو، این به معنای تأثیر جزایر گرمسیری آرمان‌شهری بر دانشمندان داده‌محور اروپایی است که منجر به محیط‌زیست‌گرایی اولیه شد.
اولین اشاره‌ها به اصطلاح استعمار زیست‌محیطی یا استعمار زیست‌محیطی در ارتباط با مبادله بدهی در ازای طبیعت از سال ۱۹۸۹ ظاهر شد. بیم آن می‌رفت که برنامه‌های حفاظت از محیط زیست، هرچند با نیت خیر، مداخله‌جویانه و امپریالیستی تلقی شوند. تأسیس پارک‌های ملی در آفریقا در برخی موارد منجر به فقر و آوارگی جمعیت‌های محلی شده است.
امپریالیسم زیست‌محیطی (یا اکوامپریالیسم) در اصل مخفف امپریالیسم زیست‌محیطی بود، مفهومی که توسط آلفرد کرازبی در کتابش با همین نام مطرح شد، اما پس‌از انتشار کتاب «امپریالیسم زیست‌محیطی: قدرت سبز، مرگ سیاه» نوشته پل دریسن در سال ۲۰۰۳، معنای آن تغییر کرد. امپریالیسم زیست‌محیطیِ کرازبی، دخالتی با تأثیر مخرب بر محیط زیست کشورهای هدف است، درحالی که امپریالیسم زیست‌محیطیِ دریسن، دخالتی با تأثیر مخرب بر اقتصاد به نام بهبود محیط زیست است.

## کاربردهای این اصطلاح
در طول نبرد سیاتل در سال ۱۹۹۹، رسانه‌ها محیط‌زیست‌گرایی را به‌عنوان شکل جدیدی از امپریالیسم معرفی کردند. کشورهای ثروتمند و توسعه‌یافته ترجیحات و اولویت‌های زیست‌محیطی خود را به کشورهای در حال توسعه تحمیل می‌کنند.
چندین دولت اروپایی به‌دلیل جنگل‌زدایی ناپایدار در مالزی، همان‌طور که در نشریه‌ای از مهاتیر محمد در سال ۱۹۹۹ منتشر شد، تحریم چوب مالزی را اعلام کردند نخست‌وزیر مالزی، ماهاتیر محمد، با این تحریم‌ها مخالفت کرد و استدلال کرد که «ما بی‌دلیل از جنگل‌ها بهره‌برداری نمی‌کنیم. ما به پول نیاز داریم. ما باید چوب صادر کنیم زیرا به ارز خارجی نیاز داریم که بدون آن نمی‌توانیم آنچه را که می‌خواهیم بخریم.» اداره توسعه اراضی فدرال (FELDA) نیز اتحادیه اروپا را به‌دلیل ممنوعیت روغن پالم در سوخت‌های زیستی تا سال ۲۰۲۰، به‌منظور توقف جنگل‌زدایی، به «استعمار اقتصادی» متهم کرد. نماینده‌ای از FELDA گفت: «این همان نگرش‌های استعماری است، مرد سفیدپوست از دور، حکومت خود را به ما تحمیل می‌کند.» در سال ۲۰۲۲، مالزی تهدید کرد که در پاسخ به مقررات جدید در مورد جنگل‌زدایی، صادرات روغن پالم به اتحادیه اروپا را متوقف خواهد کرد.
در سال ۲۰۰۹، آلمان پیشنهاد فرانسه برای وضع تعرفه‌های کربن را امپریالیسم زیست‌محیطی نامید. در آن زمان، تعرفه‌های گلخانه‌ای با مخالفت شدید کشورهای در حال توسعه مانند هند و چین روبرو شد، زیرا این تعرفه‌ها بر صادرات آنها تأثیر می‌گذاشت.
مقررات فرااستاندارد سوخت‌های زیستی اتحادیه اروپا، سوخت‌های پایدار خاصی را ترویج می‌دهد. بااین‌حال، این مقررات فراتر از صلاحیت اتحادیه اروپا است و مسئله امپریالیسم زیست‌محیطی را مطرح می‌کند.
در سال ۲۰۱۴، جوجی موریشیتا، یکی از اعضای کمیسیون بین‌المللی شکار نهنگ، نگرانی خود را در مورد درخواست‌های کمیسیون بین‌المللی شکار نهنگ برای شکار پایدار نهنگ با این جمله ابراز کرد: «مسئله شکار نهنگ گاهی در ژاپن به‌عنوان نمادی از یک مسئله بزرگتر دیده می‌شود… شما ممکن است کلمه «اکو امپریالیسم» را شنیده باشید.»
تصویب وام ۳٫۰۵ میلیارد دلاری (۲٫۴ میلیارد پوندی) بانک جهانی برای نیروگاه ۴۷۶۴ مگاواتی مدوپی، انتقاداتی را به‌دلیل حمایت از افزایش انتشار جهانی گازهای گلخانه‌ای برانگیخت. اگر کارخانه زغال‌سنگ ساخته نمی‌شد، محدودیت‌های قابل توجهی بر توسعه صنعتی در کشور اعمال می‌شد.
«دستور اجرایی جو بایدن، رئیس‌جمهور سابق ایالات متحده، در مورد مقابله با بحران آب و هوا در داخل و خارج از کشور» توسط آسیا تایمز به‌عنوان امپریالیسم سبز و یک سیاست حمایتی پنهان توصیف شده است که باید از مشاغل آمریکایی در برابر رقابت با «کالاهای ارزان کربنی» محافظت کند.

## ارتباط با نئولیبرالیسم
امپریالیسم زیست‌محیطی گاهی به‌عنوان ترکیبی از دستور کارهای زیست‌محیطی جهانی و نئولیبرالیسم گسترده توصیف می‌شود. تصور می‌شود که امپریالیسم زیست‌محیطی منجر به سیاست کالایی‌سازی تمام منابع زمین می‌شود. این گرایش به کالایی‌سازی طبیعت برای اهداف زیست‌محیطی، به‌عنوان «فروش طبیعت برای نجات آن» یا تصرف سبز نیز شناخته می‌شود. کمیته لغو بدهی‌های نامشروع، ننیروگاه خورشیدی نور را به‌عنوان نمونه‌ای از چنین تصرف سبز ذکر می‌کند که بدون اطلاع جوامع اطراف در زمین‌های مرتعی ساخته شده و بخشی از انرژی آن را به اروپا صادر خواهد کرد.

## بحث‌ها و نظرسنجی‌های سیاسی
منتقدان، محیط زیست‌گرایی را بی‌ارزش می‌دانند و آن را بهانه‌ای برای جلوگیری از توسعه اقتصادی کشورهای در حال توسعه می‌دانند. منتقدان، منابع انرژی جایگزین را دور از واقع‌بینی می‌دانند و سوخت‌های فسیلی را کلید رهایی کل جمعیت از فقر می‌دانند. کشورهای در حال توسعه، به رهبری برزیل، هند و سنگاپور، در سال ۱۹۹۴ با درگیر کردن تجارت جهانی با کنترل آلودگی مخالفت کردند و آن را حمایت‌گرایی پنهان نامیدند که باعث حفظ مشاغل در کشورهای توسعه‌یافته و محروم شدن کشورهای فقیر از مزایای رقابتی‌شان می‌شود. دستور کار سازمان‌های غیردولتی طرفدار محیط زیست در سال ۲۰۲۲ توسط ژاپن، پرو، آفریقای جنوبی، کنیا و بولیوی، استعمار نو و امپریالیسم زیست‌محیطی نامیده می‌شود. امپریالیسم زیست‌محیطی به‌عنوان یک لقب تحقیرآمیز عمل می‌کند.
به گفته آنیل آگاروال، مطالعه‌ای در سال ۱۹۹۰ توسط موسسه منابع جهانی، مسئولیت گرمایش جهانی را به کشورهای در حال توسعه واگذار کرد. آگاروال این مطالعه را ناقص، با انگیزه سیاسی و ناعادلانه دانست و آن را بیشتر تشدیدکننده شکاف شمال-جنوب دانست. او در مقاله خود در سال ۱۹۹۱، این را نمونه‌ای از استعمار زیست‌محیطی خواند و مصرف بیش از حد ایالات متحده را عامل گرمایش جهانی دانست. بااین‌حال، یک نظرسنجی جهانی در دهه ۱۹۹۰ با عنوان «دوچرخه، بله - کفش ارزان، خیر» توسط وردپیپر نشان داد که ۶۶٪ از شرکت‌کنندگان موافق نبودند که مبادله بدهی در ازای طبیعت را به‌عنوان استعمار زیست‌محیطی تلقی کنند.
استعمار زیست‌محیطی به موضوعی در کتاب «آخرالزمان هرگز: چرا هشدارهای زیست‌محیطی به همه ما آسیب می‌رساند» نوشته مایکل شلنبرگر تبدیل شد. جان تیرنی، منتقد دیرینه محیط‌زیست‌گرایی، در وال استریت ژورنال نوشت: «شلنبرگر با ترکیب داده‌های تحقیقاتی و تحلیل سیاست‌ها با تاریخچه جنبش سبز و نمونه‌هایی از مردم کشورهای فقیر که از پیامدهای «استعمارگرایی زیست‌محیطی» رنج می‌برند، استدلال قانع‌کننده‌ای ارائه می‌دهد.»